# Campionati canadesi di sci alpino 2001
I Campionati canadesi di sci alpino 2001 si sono svolti a Mont-Orford e a Mont-Sainte-Anne dal 22 al 29 marzo. Il programma ha incluso gare di discesa libera, supergigante, slalom gigante e slalom speciale, tutte sia maschili sia femminili.
Trattandosi di competizioni valide anche ai fini del punteggio FIS, vi hanno partecipato anche sciatori di altre federazioni, senza che questo consentisse loro di concorrere al titolo nazionale canadese.

## Risultati

### Uomini

#### Discesa libera
| Pos. | Atleta         | Nazione | Tempo   |
| ---- | -------------- | ------- | ------- |
| 1    | Kevin Wert     | Canada  | 1:08,93 |
| 2    | Jeff Durand    | Canada  | 1:09,49 |
| 3    | Ed Podivinsky  | Canada  | 1:09,54 |
| 4    | Darin McBeath  | Canada  | 1:09,57 |
| 5    | David Anderson | Canada  | 1:00,67 |
| 6    | Trevor Bruce   | Canada  | 1:10,88 |
| 7    | Mike Gianelli  | Canada  | 1:10,94 |
| 8    | Ryan Oughtred  | Canada  | 1:11,04 |
| 9    | Erik Guay      | Canada  | 1:11,15 |
| 10   | Luke Sauder    | Canada  | 1:11,16 |

Data: 24 marzo

Località: Mont-Sainte-Anne

#### Supergigante
| Pos. | Atleta            | Nazione | Tempo   |
| ---- | ----------------- | ------- | ------- |
| 1    | Kevin Wert        | Canada  | 1:16,85 |
| 2    | Thomas Grandi     | Canada  | 1:16,96 |
| 3    | Jeff Durand       | Canada  | 1:17,28 |
| 4    | David Anderson    | Canada  | 1:17,79 |
| 5    | Ryan Oughtred     | Canada  | 1:17,86 |
| 6    | Jeff Hume         | Canada  | 1:18,03 |
| 7    | Ed Podivinsky     | Canada  | 1:18,06 |
| 8    | Darin McBeath     | Canada  | 1:18,17 |
| 9    | Julien Cousineau  | Canada  | 1:18,29 |
| 10   | Jean-Philippe Roy | Canada  | 1:18,52 |

Data: 25 marzo

Località: Mont-Sainte-Anne

#### Slalom gigante
| Pos. | Atleta             | Nazione     | Tempo   |
| ---- | ------------------ | ----------- | ------- |
| 1    | Jean-Philippe Roy  | Canada      | 2:03,27 |
| 2    | Erik Guay          | Canada      | 2:03,94 |
| 3    | Ryan Oughtred      | Canada      | 2:04,43 |
| 4    | Julien Cousineau   | Canada      | 2:04,57 |
| 5    | Matthew Knittle    | Stati Uniti | 2:04,86 |
| 6    | Darin McBeath      | Canada      | 2:05,77 |
| 7    | Benjamin Thornhill | Canada      | 2:06,49 |
| 8    | Scott Hume         | Canada      | 2:07,11 |
| 9    | Scott Anderson     | Canada      | 2:07,34 |
| 10   | Jeff Durand        | Canada      | 2:07,39 |

Data: 27 marzo

Località: Mont-Orford

#### Slalom speciale
| Pos. | Atleta            | Nazione     | Tempo   |
| ---- | ----------------- | ----------- | ------- |
| 1    | Jean-Philippe Roy | Canada      | 1:33,18 |
| 2    | Thomas Grandi     | Canada      | 1:33,81 |
| 3    | Michael Janyk     | Canada      | 1:35,24 |
| 4    | Silvan Zurbriggen | Svizzera    | 1:35,71 |
| 5    | Roger Brown       | Stati Uniti | 1:36,12 |
| 6    | Ryan Oughtred     | Canada      | 1:36,13 |
| 7    | Julien Cousineau  | Canada      | 1:37,18 |
| 8    | Ed Podivinsky     | Canada      | 1:37,92 |
| 9    | François Bourque  | Canada      | 1:37,99 |
| 10   | Eric Scott        | Stati Uniti | 1:38,34 |

Data: 29 marzo

Località: Mont-Orford

### Donne

#### Discesa libera
| Pos. | Atleta                | Nazione | Tempo   |
| ---- | --------------------- | ------- | ------- |
| 1    | Mélanie Turgeon       | Canada  | 1:11,37 |
| 2    | Anne-Marie LeFrançois | Canada  | 1:11,80 |
| 3    | Sara-Maude Boucher    | Canada  | 1:12,77 |
| 4    | Kelly VanderBeek      | Canada  | 1:13,07 |
| 5    | Christina Risler      | Canada  | 1:14,06 |
| 6    | Maggie Pattillo       | Canada  | 1:14,18 |
| 7    | Lillie Kennedy        | Canada  | 1:14,47 |
| 8    | Geneviève Simard      | Canada  | 1:14,82 |
| 9    | Yota Lambropoulos     | Canada  | 1:15,02 |
| 10   | Grace Kelly           | Canada  | 1:15,06 |

Data: 22 marzo

Località: Mont-Sainte-Anne

#### Supergigante
| Pos. | Atleta                | Nazione | Tempo   |
| ---- | --------------------- | ------- | ------- |
| 1    | Anne-Marie LeFrançois | Canada  | 1:24,88 |
| 2    | Mélanie Turgeon       | Canada  | 1:24,97 |
| 3    | Christina Risler      | Canada  | 1:26,06 |
| 4    | Geneviève Simard      | Canada  | 1:26,14 |
| 5    | Kelly VanderBeek      | Canada  | 1:26,20 |
| 6    | Anna Prchal           | Canada  | 1:26,37 |
| 7    | Julie Langevin        | Canada  | 1:27,36 |
| 8    | Yota Lambropoulos     | Canada  | 1:27,85 |
| 9    | Krystin Kowal         | Canada  | 1:28,10 |
| 10   | Maggie Pattillo       | Canada  | 1:28,50 |

Data: 25 marzo

Località: Mont-Sainte-Anne

#### Slalom gigante
| Pos. | Atleta             | Nazione  | Tempo   |
| ---- | ------------------ | -------- | ------- |
| 1    | Allison Forsyth    | Canada   | 2:10,55 |
| 2    | Geneviève Simard   | Canada   | 2:12,30 |
| 3    | Anna Prchal        | Canada   | 2:12,38 |
| 4    | Sara-Maude Boucher | Canada   | 2:13,86 |
| 5    | Kelly VanderBeek   | Canada   | 2:14,01 |
| 6    | Julie Langevin     | Canada   | 2:14,21 |
| 7    | Yuki Takeda        | Giappone | 2:15,73 |
| 8    | Aimee-Noel Hartley | Canada   | 2:15,92 |
| 9    | Maggie Pattillo    | Canada   | 2:16,47 |
| 10   | Megan Mullen       | Canada   | 2:16,52 |

Data: 28 marzo

Località: Mont-Orford

#### Slalom speciale
| Pos. | Atleta             | Nazione  | Tempo   |
| ---- | ------------------ | -------- | ------- |
| 1    | Hiromi Yumoto      | Giappone | 1:31,99 |
| 2    | Anna Prchal        | Canada   | 1:32,06 |
| 3    | Maggie Pattillo    | Canada   | 1:33,76 |
| 4    | Sara-Maude Boucher | Canada   | 1:34,40 |
| 5    | Kelly VanderBeek   | Canada   | 1:35,19 |
| 6    | Julie Langevin     | Canada   | 1:35,42 |
| 7    | Émilie Desforges   | Canada   | 1:35,95 |
| 8    | Lauren Lattimer    | Canada   | 1:36,07 |
| 9    | Grace Kelly        | Canada   | 1:36,08 |
| 10   | Aimee-Noel Hartley | Canada   | 1:36,20 |

Data: 29 marzo

Località: Mont-Orford